# 임업자연보육서
임업 및 자연보육서(중국어 정체자: 農業部林業及自然保育署, 병음: Nóngyè Bù Línwùjú, 영어: Forestry and Nature Conservation Agency, MOA)은 중화민국 농업부 소속 행정 기관이다. 정식명칭은 행정원농업위원회임무국(行政院農業委員會林務局)이다. 약칭은 임무국(林務局) 혹은 농업회 임무국(農委會林務局)이다. 중화민국 전국의 삼림, 보안림의 경영관리와 자연생태보육 등을 주관하고 관련된 정책, 법규의 입안과 집행과 관련된 업무를 수행한다. 대한민국의 산림청에 해당되는 기관이다. 

## 연혁
1945년 10월, 대만성 행정장관공서가 대만총독부의 삼림 사무를 접수하면서 농림처 산하에 임무국, 林務局을 설치하였다.
2023년 5월 16일, 입법원이 제3차 독회에서 《農業部林業及自然保育署組織法草案, 농업부 임업 및 자연보육서 조직법 초안》를 통과시켰다. 5월 31일, 《農業部林業及自然保育署組織法》을 제정하고 공포하였다. 8월 1일농업부 산하 임업 및 자연보육서(林業及自然保育署)로 개명하고 국군퇴제역관병보도위원회 산하 영민삼림보육사업관리처의 업무를 간접적으로 관리하게 되었다.

## 조직

### 지도부
- 국장 1명
- 부국장 2명
- 주임비서

### 부서
- 保育管理組, 보육관리조: 棲地보육과, 공동체(社區)보육과, 야생물보육과, 야생물관리과
- 保育企劃組, 보육기획조:  보육기획과, 삼림規劃과, 자원조사과, 정보관리과, 법제과
- 森林管理組, 삼림관리조: 삼지(林地)관리관리과, 삼림보호과, 보안임(保安林)과, 보급전파과
- 森林產業組, 삼림생산조: 조림육묘과, 삼림자원(林產)이용과, 생산소비(產銷)보도(輔導)과, 수목보호과
- 森林育樂組, 삼림육락조: 놀이휴식(遊憩)발전과, 설비시공(設施)관리과, 궤도영운(營運)과, 경영복무과
- 集水區治理組, 집수구관리조: 통치공정과, 임도건설과, 공정관리과
- 秘書室, 비서실
- 人事室, 인사실
- 主計室, 회계실
- 政風室, 정풍실

### 소속기관
- 항측 및 원격과측 분서 - 타이완 지구 항공촬영, 數值항측 測製圖, 농림자원 조사 및  항공촬영 자료 관리 및 공급을 담당함.
- 아리산 임업철로 및 문화자산 관리처 - 아리산 임업철로
- 宜蘭分署, 이란 분서 - 원산, 이란, 뤄둥, 타이핑, 난아오, 허핑, 다시 사업구 / 국가삼림유락구(다핑산, 棲蘭)
- 新竹分署, 신주 분서 - 우라이, 다시, 주둥, 다후, 난좡, 다안시(大安溪)사업구 / 滿月圓, 內洞, 東眼山, 觀霧 국가삼림유락구
- 臺中分署, 타이중 분서  - 八仙山, 大甲溪, 大安溪 사업구 /  武陵, 八仙山, 大雪山, 合歡山 국가삼림유락구
- 南投分署, 난터우 분서 - 巒大, 丹大, 濁水溪, 푸리, 阿里山 사업구 / 大肚山, 八卦山 保安林 及 奧萬大 국가삼림유락구
- 嘉義分署, 자이 분서 - 阿里山, 玉山, 大埔, 玉井 사업구 / 阿里山 국가삼림유락구
- 屏東分署, 핑둥 분서 - 차오저우, 타이둥, 헝춘, 치산, 荖濃溪 사업구 / 藤枝, 雙流, 墾丁 국가삼림유락구
- 臺東分署, 타이둥 분서 - 관산, 옌핑향, 타이둥, 다우, 成功 사업구 / 知本, 向陽 국가삼림유락구
- 花蓮分署, 화롄 분서 - 立霧溪, 木瓜山, 林田山, 위리, 秀姑巒溪 사업구 / 富源, 池南 국가삼림유락구

### 관련 산업
- 대만 임도(중국어판)
- 台灣林業鐵道, 대만임업철도
  - 리싱반점(麗星飯店) - 자이시 아리산

## 참고
1. ↑  “立院三讀農委會升格農業部 掌動保法規等10事項” (중국어 (대만)). 中央社. 2023년 5월 16일. 2024년 6월 26일에 확인함.
2. ↑  “制定農業部林業及自然保育署組織法” (중국어 (대만)). 2023년 5월 31일에 원본 문서에서 보존된 문서. 2023년 5월 31일에 확인함.